# Depósito de aguas de Guadalajara
El depósito de aguas de Guadalajara es una instalación con la funcionalidad de depósito de agua situado en esta ciudad española. Esta singular cisterna se construyó en 1880 y permanece en uso ininterrumpido desde su inauguración.

## Orígenes
En 1850 Guadalajara era una pequeña ciudad que apenas alcanzaba los 5.500 habitantes y se abastecía de manantiales y arroyos cercanos.
Hacia 1870 el agua potable en la ciudad comenzó a escasear, ya que la población había llegado a alcanzar los 8000 habitantes. Los manantiales que tradicionalmente habían abastecido a la ciudad, el manantial del Sotillo y el arroyo del Alamín, no tenían suficiente agua en determinadas épocas para surtir a una población en crecimiento. Estas circunstancias de escasez explican que el Ayuntamiento se planteara la necesidad de acometer obras hidráulicas para solventar los problemas de abastecimiento.
Se realizaron estudios por parte del ingeniero municipal Antonio Sanz para buscar el lugar idóneo desde donde abastecer de agua potable a la ciudad, y se eligieron las fuentes de Torija, situadas entre los términos de Torija y Valdegrudas, tanto por la calidad de su agua, como por la cantidad y por su localización elevada, que posibilitaba la traída de aguas por gravedad.
En 1877 se había redactado ya el "Proyecto de traída de aguas desde los manantiales llamados Fuentes de Torija". Incluía toda la obra hidráulica necesaria desde la zona de captación de aguas a unos 20 km de distancia de la capital, su canalización, toda la construcción de la conducción, con multitud de pequeños acueductos para salvar los desniveles, y, por último, un depósito de unos 2000 m³ de capacidad, situado entonces a las afueras de la ciudad en un paraje denominado Alto de la Cruz. Desde ese depósito partían dos grandes tuberías para distribuir el agua por toda la ciudad.
El depósito se llenó por vez primera en 1880, tras la inauguración de la traída de aguas desde las fuentes de Torija. Todavía forma parte de las infraestructuras hidráulicas de la ciudad y se mantienen en uso las mismas válvulas que se instalaron durante su construcción.

## Descripción del edificio

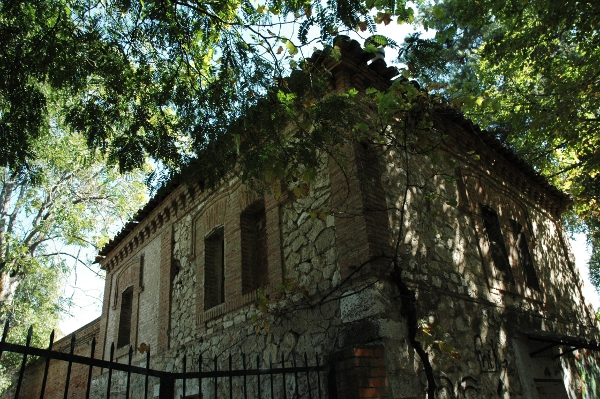
Fachada del edificio del depósito de aguas de Guadalajara.

Es un proyecto redactado por el ingeniero municipal Antonio Sanz. La dirección de las obras, tanto de las canalizaciones hidráulicas como de las edificaciones que se proyectaron, fue llevada a cabo por mismo Antonio Sanz y por el arquitecto municipal Vicente García Ron.
Es una construcción semienterrada con capacidad para 2.000 m³ de agua. Es de planta rectangular, de 38 x 24 m, de unos 915 m² de superficie. La estructura del depósito es de fábrica de ladrillo visto, con una cubierta de tierra y vegetación en toda su extensión.
Respecto a la estructura de este depósito, se distinguen dos salas de factura simétrica comunicadas entre sí, pero con posibilidad de funcionar de manera independiente. Se destaca el gran muro partidor que divide al depósito en dos compartimentos diseñados para ponerlos en comunicación o utilizarlos de forma independiente, por ejemplo, cuando era necesario aislar uno para limpiar el otro. Este muro partidor está desdoblado en otros dos muros que forman un túnel o paso abovedado. Este túnel sirve para comunicar ambos lados de la instalación y facilitar su control y mantenimiento.
La organización interior se compone de pilastras de ladrillo con base de piedra, de una altura de 4 m, y arquerías de medio punto, también de ladrillo de media altura, de unos 6 m. La disposición corrida y en paralelo de bóvedas rebajadas de ladrillo, que se van apoyando en las líneas de arcadas, da soporte a la cubierta. El conjunto ofrece una imagen que recuerda a los antiguos aljibes.